# Masarygus
Masarygus (лат.) — род мух-журчалок из подсемейства Microdontinae (Syrphidae). Неотропика. 2 вида.

## Описание
Мелкие мухи, длина тела 4—7 мм. Жилка R4+5 переднего крыла без заднего аппендикса-отростка. Постпронотум голый. Антенна по крайней мере равна расстоянию между усиковой ямкой и передним оральным краем. Антенна находится на голове над дорсальным краем глаза. Глаза самцов разделённые на вершине (дихоптические). Крыловая жилка R2+3 сильно изогнута в базальной части.

## Систематика
Первоначально этот род был образован в 1909 году аргентинским натуралистом Хуаном Бретесом как первый известный член нового семейства, Masarygidae (Brèthes 1908; но публикация в журнале датируется 1909 годом). Автор первоописания связывал его с большеголовками (Conopidae) и оконными мухами (Scenopinidae) из-за жилкования крыльев и с оводами (Oestridae) из-за редуцированного ротового аппарата. Он также отметил внешнее сходство с некоторыми львинками (Stratiomyidae). Bezzi (1910) был первым, кто признал Masarygus принадлежащим к Syrphidae и родственником Microdon, указав на его сходство с Ceratophya и очевидное взаимоотношение с муравьями. Некоторые авторы рассматривали Masarygus как синоним Microdon. Но Masarygus отличается от Microdon отчетливым половым диморфизмом, а также жилкованием крыльев. Все последующие авторы включали Masarygus в Microdontinae.
- Masarygus palmipalpus Reemer, 2013
- Masarygus planifrons Brèthes, 1909[3]
- другие виды